# 1978 في تونس
فيما يلي قوائم الأحداث التي وقعت خلال عام 1978 في تونس.

## سياسة

### تعيين في المنصب
- 20 سبتمبر – عبد العزيز بن ضياء وزير التعليم العالي والبحث العلمي ‏.

## أفلام
من الأفلام التي صدرت هذه السنة في تونس:
- 1 يناير – فردة ولقات أختها

## مواليد

### يناير
- 1 يناير – محمد العكاري ممثل تونسي.
- 1 يناير – نوفل الورتاني
- 7 يناير – أنيس الونيفي لاعب جودو تونسي.

### فبراير
- 6 فبراير – أنيس بوجلبان لاعب كرة قدم تونسي.

### أبريل
- 3 أبريل – رجاء التومي لاعبة كرة يد تونسية.

### مايو
- 9 مايو – أنور عياد لاعب كرة يد تونسي.

### يوليو
- 12 يوليو – زياد الجزيري لاعب كرة قدم تونسي.

### أغسطس
- 18 أغسطس – سفيان المليتي لاعب كرة قدم تونسي.
- 20 أغسطس – أمير المقدمي لاعب كرة قدم تونسي.

### أكتوبر
- 1 أكتوبر – عصام البرهومي ملاكم كيك بوكسينغ تونسي.

### ديسمبر
- 25 ديسمبر – إيناس النجار ممثلة تونسية.

## وفيات

### يوليو
- 27 يوليو – الهادي القلال (مواليد 1900) لاعب كرة قدم تونسي.